# 江東 (嘉靖進士)
江東（1508年—1565年），字伯陽，號芳溪、震軒，山東東昌府濮州朝城縣人，民籍，明朝政治人物。

## 生平
嘉靖四年（1525年）乙酉科山東鄉試第二十七名舉人，八年（1529年）中式己丑科會試第一百七十九名，登第三甲第一百二十五名進士。授戶部都水司主事，管理清江船厂，歴刑部員外、郎中，出為河南按察僉事，历升山西左参议、陕西副使、陕西右参政、山西按察使、山西右、左布政使，三十一年十月升都察院右副都御史、巡撫遼東、兼贊理軍務。在任四年，三十三年三月拜兵部右侍郎、兼都察院右佥都御史、總督陜西三邊軍務，五月以疾歸。三十五年正月起總督宣大山西等处地方军务兼理粮饷，三十六年三月回兵部管事，六月兼都察院右佥都御史、提督山西保定河南等兵，以北楼口游击丘某、升京营参将徐珏、升万全都司夏时为游击，分统其众，往淮扬剿除倭寇，不久江北倭患平定，江东统兵还京。嘉靖三十六年十月，俺答圍大同右衛，朝廷詔江東以侍郎暫理總督宣大，急赴蓟鎮視事，江东及巡抚杨选、总兵张承勋选集主客兵数万，严部而进救大同右卫，虜寇遂解围退兵。皇帝大喜，下诏命江东驰驿还朝，赐二品大红纱衣一袭。
嘉靖三十八年三月廷试，充读卷官。三十九年三月升户部尚書，四月改任南京兵部尚书、参赞机务，加太子少保。四十年三月以振武營軍變为刑科左给事中魏元吉弹劾，五月又以南京池河新营兵变，被令回籍听用。十二月復起为兵部尚書，协理京营戎政，仍加太子少保如旧。四十一年四月兼都察院右副都御史、总督宣大山西等处军务，四十二年十月辛爱把都儿入犯蓟西，大掠顺义、三河等处，分兵围下店，江东自居庸关提兵急救，总兵胡镇分击于孤山，贼气丧宵遁，江东突出战于石匣，斩首七十九级，捷闻，加太子太保，荫一子国子生，赐蟒衣玉帶。后命兼督蓟辽等六镇巡边，嘉靖四十四年九月卒于怀来，赠少保，諡恭襄。

## 家族
曾祖江浩；祖父江山；父江汝龍，母商氏。